# Калабрезе, Джорджо
Джорджо Калабрезе (итал. Giorgio Calabrese; 28 ноября 1929, Генуя — 31 марта 2016, Рим) — итальянский автор песен и композитор. 

## Карьера
Джорджо Калабрезе относится к представителям оригинальной итальянской авторской песни, а если быть точнее — так называемой генуэзской школы (наряду с Луиджи Тенко и Джино Паоли). Калабрезе вошел в историю итальянской музыки как автор текстов таких знаменитых песен, как «Arrivederci», «Domani è altro giorno», «E se domani». Он также известен своими адаптациями французских песен Шарля Азнавура, включая «Lei» («She»), а также адаптациями других текстов с различных языков (в частности, он стал популяризировать бразильскую музыку в стране).

## Список песен
Основная статья: Canzoni scritte da Giorgio Calabrese  (итал.)